# Gromobói

El Gromobói ( en ruso: Громобой, que traducido es Relampagueo) fue un crucero blindado construido en San Petersburgo para la Armada Imperial Rusa a fines de la década de 1890. Diseñado como un asaltante comercial de largo alcance, sirvió como tal durante la guerra ruso-japonesa de 1904-1905. Cuando estalló la guerra tenía su base en Vladivostok, desde donde zarpó en busca de barcos japoneses en los primeros meses del conflicto con ese país, aunque sin demasiado éxito.